# Ligue majeure de baseball 1999
Navigation
1998 2000
La saison 1999 de la Ligue majeure de baseball s'est terminée avec le couronnement des Yankees de New York qui ont vaincu les Braves d'Atlanta lors de la série mondiale.
Le record du nombre de coups de circuit en une saison de 5 064 établi en 1998, a été battu une nouvelle fois avec au total 5 528 coups de circuit. De plus, c'était la première saison depuis 49  ans à avoir une équipe ayant marqué 1 000 points en une saison, avec les Indiens de Cleveland qui ont atteint les 1 009 points marqués. Seulement 193 blanchissages ont été réalisés en 2 427 matchs de saison régulière. La saison 1999 a été la première saison au cours de laquelle les deux équipes de New York de MLB, les Yankees et les Mets, se sont qualifiées ensemble pour les séries éliminatoires ensemble.

## Classement
Source : Classement officiel sur le site de la MLB.
| Division Est de la Ligue américaine | V  | D  | Moy.  | MR | Dom.  | Ext.  |
| ----------------------------------- | -- | -- | ----- | -- | ----- | ----- |
| Yankees de New York                 | 98 | 64 | 0.605 | —  | 48–33 | 50–31 |
| (4) Red Sox de Boston               | 94 | 68 | 0.580 | 4  | 49–32 | 45–36 |
| Blue Jays de Toronto                | 84 | 78 | 0.519 | 14 | 40–41 | 44–37 |
| Orioles de Baltimore                | 78 | 84 | 0.481 | 20 | 41–40 | 37–44 |
| Devil Rays de Tampa Bay             | 69 | 93 | 0.426 | 29 | 33–48 | 36–45 |

| Division Centrale de la Ligue américaine | V  | D  | Moy.  | MR  | Dom.  | Ext.  |
| ---------------------------------------- | -- | -- | ----- | --- | ----- | ----- |
| (2) Indians de Cleveland                 | 97 | 65 | 0.599 | —   | 47–34 | 50–31 |
| White Sox de Chicago                     | 75 | 86 | 0.466 | 21½ | 38–42 | 37–44 |
| Tigers de Détroit                        | 69 | 92 | 0.429 | 27½ | 38–43 | 31–49 |
| Royals de Kansas City                    | 64 | 97 | 0.398 | 32½ | 33–47 | 31–50 |
| Twins du Minnesota                       | 63 | 97 | 0.394 | 33  | 31–50 | 32–47 |

| Division Ouest de la Ligue américaine | V  | D  | Moy.  | MR | Dom.  | Ext.  |
| ------------------------------------- | -- | -- | ----- | -- | ----- | ----- |
| (3) Rangers du Texas                  | 95 | 67 | 0.586 | —  | 51–30 | 44–37 |
| Athletics d'Oakland                   | 87 | 75 | 0.537 | 8  | 52–29 | 35–46 |
| Mariners de Seattle                   | 79 | 83 | 0.488 | 16 | 43–38 | 36–45 |
| Angels d'Anaheim                      | 70 | 92 | 0.432 | 25 | 37–44 | 33–48 |

| Division Est de la Ligue nationale | V   | D  | Moy.  | MR | Dom.  | Ext.  |
| ---------------------------------- | --- | -- | ----- | -- | ----- | ----- |
| (1) Braves d'Atlanta               | 103 | 59 | 0.636 | —  | 56–25 | 47–34 |
| (4) Mets de New York               | 97  | 66 | 0.595 | 6½ | 49–32 | 48–34 |
| Phillies de Philadelphie           | 77  | 85 | 0.475 | 26 | 41–40 | 36–45 |
| Expos de Montréal                  | 68  | 94 | 0.420 | 35 | 35–46 | 33–48 |
| Marlins de la Floride              | 64  | 98 | 0.395 | 39 | 35–45 | 29–53 |

| Division Centrale de la Ligue nationale | V  | D  | Moy.  | MR  | Dom.  | Ext.  |
| --------------------------------------- | -- | -- | ----- | --- | ----- | ----- |
| (3) Astros de Houston                   | 97 | 65 | 0.599 | —   | 50–32 | 47–33 |
| Reds de Cincinnati                      | 96 | 67 | 0.589 | 1½  | 45–37 | 51–30 |
| Pirates de Pittsburgh                   | 78 | 83 | 0.484 | 18½ | 45–36 | 33–47 |
| Cardinals de Saint-Louis                | 75 | 86 | 0.466 | 21½ | 38–42 | 37–44 |
| Brewers de Milwaukee                    | 74 | 87 | 0.460 | 22½ | 32–48 | 42–39 |
| Cubs de Chicago                         | 67 | 95 | 0.414 | 30  | 34–47 | 33–48 |

| Division Ouest de la Ligue nationale | V   | D  | Moy.  | MR | Dom.  | Ext.  |
| ------------------------------------ | --- | -- | ----- | -- | ----- | ----- |
| (2) Diamondbacks de l'Arizona        | 100 | 62 | 0.617 | —  | 52–29 | 48–33 |
| Giants de San Francisco              | 86  | 76 | 0.531 | 14 | 49–32 | 37–44 |
| Dodgers de Los Angeles               | 77  | 85 | 0.475 | 23 | 37–44 | 40–41 |
| Padres de San Diego                  | 74  | 88 | 0.457 | 26 | 46–35 | 28–53 |
| Rockiers du Colorado                 | 72  | 90 | 0.444 | 28 | 39–42 | 33–48 |

- Les Mets de New York ont battu les Reds de Cincinnati dans un match unique éliminatoire pour être le meilleur deuxième de la ligue nationale.

## Séries éliminatoires

### Tableau
|  | Séries de divisions (AL, NL) | Séries de divisions (AL, NL) | Séries de divisions (AL, NL) |         |           | Séries de championnat (AL, NL) | Séries de championnat (AL, NL) | Séries de championnat (AL, NL) |  |     | Série mondiale | Série mondiale | Série mondiale |
|  |                              |                              |                              |         |           |                                |                                |                                |  |     |                |                |                |
|  | 1                            | NY Yankees                   | 3                            |         |           |                                |                                |                                |  |     |                |                |                |
|  | 3                            | Texas                        | 0                            |         |           |                                |                                |                                |  |     |                |                |                |
|  | 3                            | Texas                        | 0                            |         | 1         | NY Yankees                     | 4                              |                                |  |     |                |                |                |
|  | Ligue américaine             |                              |                              |         | 1         | NY Yankees                     | 4                              |                                |  |     |                |                |                |
|  |                              | 4                            | Boston                       | 1       |           |                                |                                |                                |  |     |                |                |                |
|  | 2                            | 4                            | Boston                       | 1       | Cleveland | 2                              |                                |                                |  |     |                |                |                |
|  | 2                            |                              |                              |         | Cleveland | 2                              |                                |                                |  |     |                |                |                |
|  | 4                            | Boston                       | 3                            |         |           |                                |                                |                                |  |     |                |                |                |
|  |                              |                              |                              |         |           |                                |                                |                                |  | AL1 | NY Yankees     | 4              |                |
|  |                              |                              | NL1                          | Atlanta | 0         |                                |                                |                                |  |     |                |                |                |
|  | 1                            | Atlanta                      | 3                            |         |           |                                |                                |                                |  |     |                |                |                |
|  | 3                            | Houston                      | 1                            |         |           |                                |                                |                                |  |     |                |                |                |
|  | 3                            | Houston                      | 1                            |         | 1         | Atlanta                        | 4                              |                                |  |     |                |                |                |
|  | Ligue nationale              |                              |                              |         | 1         | Atlanta                        | 4                              |                                |  |     |                |                |                |
|  |                              | 4                            | NY Mets                      | 2       |           |                                |                                |                                |  |     |                |                |                |
|  | 2                            | 4                            | NY Mets                      | 2       | Arizona   | 1                              |                                |                                |  |     |                |                |                |
|  | 2                            |                              |                              |         | Arizona   | 1                              |                                |                                |  |     |                |                |                |
|  | 4                            | NY Mets                      | 3                            |         |           |                                |                                |                                |  |     |                |                |                |

Note : Deux équipes de la même division ne peuvent pas se rencontrer lors des séries de divisions.

## Récompenses et honneurs

### Saison régulière
| Prix de l'Association des chroniqueurs de baseball d'Amérique | Prix de l'Association des chroniqueurs de baseball d'Amérique | Prix de l'Association des chroniqueurs de baseball d'Amérique |
| Prix BBWAA                                                    | Ligue nationale                                               | Ligue américaine                                              |
| ------------------------------------------------------------- | ------------------------------------------------------------- | ------------------------------------------------------------- |
| Recrue de l'année                                             | Scott Williamson (CIN)                                        | Carlos Beltrán (KC)                                           |
| Trophée Cy Young                                              | Randy Johnson (ARI)                                           | Pedro Martínez (BOS)                                          |
| Manager de l'année                                            | Jack McKeon (CIN)                                             | Jimy Williams (BOS)                                           |
| Joueur par excellence                                         | Chipper Jones (ATL)                                           | Iván Rodríguez (TEX)                                          |
| Gant doré                                                     |                                                               |                                                               |
| Position                                                      | Ligue nationale                                               | Ligue américaine                                              |
| Lanceur                                                       | Greg Maddux (ATL)                                             | Mike Mussina (BAL)                                            |
| Receveur                                                      | Mike Lieberthal (PHI)                                         | Iván Rodríguez (TEX)                                          |
| Première base                                                 | J. T. Snow (SF)                                               | Rafael Palmeiro (TEX)                                         |
| Deuxième base                                                 | Pokey Reese (CIN)                                             | Roberto Alomar (CLE)                                          |
| Troisième base                                                | Robin Ventura (NYM)                                           | Scott Brosius (NYY)                                           |
| Arrêt-court                                                   | Rey Ordóñez (NYM)                                             | Omar Vizquel (CLE)                                            |
| Champ extérieur                                               | Steve Finley (ARI)                                            | Bernie Williams (NYY)                                         |
| Champ extérieur                                               | Larry Walker (COL)                                            | Shawn Green (TOR)                                             |
| Champ extérieur                                               | Andruw Jones (ATL)                                            | Ken Griffey Jr. (SEA)                                         |
| Prix Silver Slugger                                           |                                                               |                                                               |
| Lanceur/Frappeur désigné                                      | Mike Hampton (HOU)                                            | Rafael Palmeiro (TEX)                                         |
| Receveur                                                      | Mike Piazza (NYM)                                             | Iván Rodríguez (TEX)                                          |
| Première base                                                 | Jeff Bagwell (HOU)                                            | Carlos Delgado (TOR)                                          |
| Deuxième base                                                 | Edgardo Alfonzo (NYM)                                         | Roberto Alomar (CLE)                                          |
| Troisième base                                                | Chipper Jones (ATL)                                           | Dean Palmer (DET)                                             |
| Arrêt-court                                                   | Barry Larkin (CIN)                                            | Alex Rodriguez (SEA)                                          |
| Champ extérieur                                               | Sammy Sosa (CHC)                                              | Shawn Green (TOR)                                             |
| Champ extérieur                                               | Vladimir Guerrero (MTL)                                       | Ken Griffey Jr. (SEA)                                         |
| Champ extérieur                                               | Larry Walker (COL)                                            | Manny Ramirez (CLE)                                           |

### Autres récompenses
- Temple de la renommée du baseball
  - George Brett
  - Orlando Cepeda
  - Nestor Chylak
  - Nolan Ryan
  - Frank Selee
  - Joe Williams
  - Robin Yount

- Outstanding Designated Hitter Award : Rafael Palmeiro (TEX)
- Prix Hank Aaron : Manny Ramírez (CLE, américaine) ; Sammy Sosa (CHC, nationale)
- Prix Roberto Clemente (humanitaire) : Tony Gwynn (SD)
- Releveur de l'année : Mariano Rivera (NYY, américaine) ; Billy Wagner (HOU, nationale)
- Prix Warren Spahn (meilleur lanceur gaucher) : Randy Johnson (ARI)

### Récompenses mensuelles
| Mois      | Ligue américaine               | Ligue nationale   |
| --------- | ------------------------------ | ----------------- |
| Avril     | Manny Ramírez                  | Matt Williams     |
| Mai       | Nomar Garciaparra              | Sammy Sosa        |
| Juin      | Rafael Palmeiro                | Jeromy Burnitz    |
| Juillet   | Joe Randa                      | Mark McGwire      |
| Août      | Rafael Palmeiro Iván Rodríguez | Vladimir Guerrero |
| Septembre | Albert Belle                   | Greg Vaughn       |

| Mois      | Ligue américaine | Ligue nationale |
| --------- | ---------------- | --------------- |
| Avril     | Pedro Martínez   | John Smoltz     |
| Mai       | Pedro Martínez   | Curt Schilling  |
| Juin      | Pedro Martínez   | Al Leiter       |
| Juillet   | Hideki Irabu     | Randy Johnson   |
| Août      | Mariano Rivera   | Greg Maddux     |
| Septembre | Pedro Martínez   | Denny Neagle    |

## Leaders des Ligues
| Statistique | Ligue américaine       | Ligue américaine | Ligue nationale   | Ligue nationale |
| ----------- | ---------------------- | ---------------- | ----------------- | --------------- |
| Moy.        | Nomar Garciaparra BOS  | .357             | Larry Walker COL  | 0,379           |
| HR          | Ken Griffey Jr. SEA    | 48               | Mark McGwire STL  | 65              |
| RBI         | Manny Ramírez CLE      | 165              | Mark McGwire STL  | 147             |
| W           | Pedro Martínez1 BOS    | 23               | Mike Hampton HOU  | 22              |
| ERA         | Pedro Martínez1 BOS    | 2,07             | Randy Johnson ARI | 2,48            |
| K           | Pedro Martínez1 BOS    | 313              | Randy Johnson ARI | 364             |
| SV          | Mariano Rivera NYY     | 45               | Ugueth Urbina MTL | 41              |
| SB          | Brian Hunter DET / SEA | 44               | Tony Womack ARI   | 72              |

1Gagnant de la triple couronne de la Ligue américaine

## Managers

### Ligue américaine
| Équipe                  | Manager                   | Commentaires                                |
| ----------------------- | ------------------------- | ------------------------------------------- |
| Angels d'Anaheim        | Terry Collins, Joe Maddon | Collins (51–82, .383), Maddon (19–10, .655) |
| Orioles de Baltimore    | Ray Miller                |                                             |
| Red Sox de Boston       | Jimy Williams             |                                             |
| White Sox de Chicago    | Jerry Manuel              |                                             |
| Indians de Cleveland    | Mike Hargrove             |                                             |
| TIgers de Detroit       | Larry Parrish             |                                             |
| Royals de Kansas City   | Tony Muser                |                                             |
| Twins du Minnesota      | Tom Kelly                 |                                             |
| Yankees de New York     | Joe Torre                 | Remporte la série mondiale                  |
| Athletics d'Oakland     | Art Howe                  |                                             |
| Mariners de Seattle     | Lou Piniella              |                                             |
| Devil Rays de Tampa Bay | Larry Rothschild          |                                             |
| Rangers du Texas        | Johnny Oates              |                                             |
| Blue Jays de Toronto    | Jim Fregosi               |                                             |

### Ligue nationale
| Équipe                    | Manager                     | Commentaires                                 |
| ------------------------- | --------------------------- | -------------------------------------------- |
| Diamondbacks de l'Arizona | Buck Showalter              |                                              |
| Braves d'Atlanta          | Bobby Cox                   | Remporte la Ligue nationale                  |
| Cubs de Chicago           | Jim Riggleman               |                                              |
| Reds de Cincinnati        | Jack McKeon                 |                                              |
| Rockies du Colorado       | Jim Leyland                 |                                              |
| Marlins de la Floride     | John Boles Jr.              |                                              |
| Astros de Houston         | Larry Dierker, Matt Galante | Dierker (84–51, .622), Galante (13–14, .481) |
| Dodgers de Los Angeles    | Davey Johnson               |                                              |
| Brewers de Milwaukee      | Phil Garner, Jim Lefebvre   | Garner (52–60, .464), Lefebvre (22–27, .449) |
| Expos de Montréal         | Felipe Alou                 |                                              |
| Mets de New York          | Bobby Valentine             |                                              |
| Phillies de Philadelphie  | Terry Francona              |                                              |
| Pirates de Pittsburgh     | Gene Lamont                 |                                              |
| Cardinals de Saint-Louis  | Tony La Russa               |                                              |
| Padres de San Diego       | Bruce Bochy                 |                                              |
| Giants de San Francisco   | Dusty Baker                 |                                              |

## Affluence à domicile et masse salariale
| Équipe                    | Victoires | %±     | Affluence à domicile | %±     | Par match | Masse salariale estimée | %±     |
| ------------------------- | --------- | ------ | -------------------- | ------ | --------- | ----------------------- | ------ |
| Rockies du Colorado       | 72        | -6,5%  | 3 481 065            | -8,2%  | 42 976    | 61 935 837$             | 22,7%  |
| Indians de Cleveland      | 97        | 9,0%   | 3 468 456            | 0,0%   | 42 820    | 73 679 962$             | 19,4%  |
| Orioles de Baltimore      | 78        | -1,3%  | 3 433 150            | -6,8%  | 42 385    | 80 805 863$             | 11,4%  |
| Yankees de New York       | 98        | -14,0% | 3 292 736            | 11,4%  | 40 651    | 86 934 359$             | 30,1%  |
| Braves d'Atlanta          | 103       | -2,8%  | 3 284 897            | -2,3%  | 40 554    | 73 341 000$             | 19,9%  |
| Cardinals de Saint-Louis  | 75        | -9,6%  | 3 225 334            | 0,9%   | 40 317    | 49 988 195$             | -8,6%  |
| Dodgers de Los Angeles    | 77        | -7,2%  | 3 095 346            | 0,2%   | 38 214    | 81 062 453$             | 66,0%  |
| Diamondbacks de l'Arizona | 100       | 53,8%  | 3 019 654            | -16,4% | 37 280    | 68 703 999$             | 112,4% |
| Mariners de Seattle       | 79        | 3,9%   | 2 916 346            | 10,0%  | 36 004    | 54 125 003$             | -1,2%  |
| Cubs de Chicago           | 67        | -25,6% | 2 813 854            | 7,3%   | 34 739    | 62 343 000$             | 22,6%  |
| Rangers du Texas          | 95        | 8,0%   | 2 771 469            | -5,3%  | 34 216    | 76 709 931$             | 35,2%  |
| Mets de New York          | 97        | 10,2%  | 2 725 668            | 19,1%  | 33 650    | 68 852 092$             | 31,8%  |
| Astros de Houston         | 97        | -4,9%  | 2 706 017            | 10,1%  | 33 000    | 55 114 000$             | 30,1%  |
| Padres de San Diego       | 74        | -24,5% | 2 523 538            | -1,3%  | 31 155    | 49 768 179$             | 6,2%   |
| Red Sox de Boston         | 94        | 2,2%   | 2 446 162            | 5,7%   | 30 200    | 64 097 500$             | 12,6%  |
| Angels d'Anaheim          | 70        | -17,6% | 2 253 123            | -10,6% | 27 816    | 55 633 166$             | 33,1%  |
| Blue Jays de Toronto      | 84        | -4,5%  | 2 163 464            | -11,9% | 26 709    | 45 444 333$             | -11,5% |
| Giants de San Francisco   | 86        | -3,4%  | 2 078 399            | 7,9%   | 25 659    | 46 798 057$             | 9,5%   |
| Reds de Cincinnati        | 96        | 24,7%  | 2 061 222            | 14,9%  | 25 137    | 33 962 761$             | 47,6%  |
| Tigers de Détroit         | 69        | 6,2%   | 2 026 441            | 43,8%  | 25 018    | 36 689 666$             | 51,2%  |
| Phillies de Philadelphie  | 77        | 2,7%   | 1 825 337            | 6,4%   | 22 535    | 31 897 500$             | -12,1% |
| Brewers de Milwaukee      | 74        | 0,0%   | 1 701 796            | -6,1%  | 21 272    | 43 377 395$             | 27,1%  |
| Pirates de Pittsburgh     | 78        | 13,0%  | 1 638 023            | 4,9%   | 20 223    | 25 047 666$             | 66,3%  |
| Devil Rays de Tampa Bay   | 69        | 9,5%   | 1 562 827            | -37,6% | 19 294    | 38 870 000$             | 42,5%  |
| Royals de Kansas City     | 64        | -11,1% | 1 506 068            | 0,7%   | 18 826    | 26 660 000$             | -30,0% |
| Athletics d'Oakland       | 87        | 17,6%  | 1 434 610            | 16,4%  | 17 711    | 24 831 833$             | 15,6%  |
| Marlins de la Floride     | 64        | 18,5%  | 1 369 421            | -20,9% | 17 118    | 21 085 000$             | -49,6% |
| White Sox de Chicago      | 75        | -6,3%  | 1 338 851            | -3,8%  | 16 529    | 25 820 000$             | -35,2% |
| Twins du Minnesota        | 63        | -10,0% | 1 202 829            | 3,2%   | 14 850    | 22 107 500$             | -21,3% |
| Expos de Montréal         | 68        | 4,6%   | 773 277              | -15,5% | 9 547     | 17 903 000$             | 68,2%  |

## Événements

### Janvier-mars
- 5 janvier - Nolan Ryan, George Brett et Robin Yount sont élus au Temple de la renommée par l'Association des chroniqueurs de baseball d'Amérique. C'est la première fois depuis 1936 que trois joueurs sont élus simultanément dès leur premier essai. Carlton Fisk termine 4e du scrutin, manquant l'élection de 43 voix.
- 15 février - Les Reds de Cincinnati annoncent qu'ils abandonnent l'interdiction pour les joueurs d'avoir de la pilosité faciale, cela était en rigueur depuis les années 1960. Le changement est le résultat d'une discussion entre le propriétaire sortant des Reds, Marge Schott, et le joueur de champ extérieur nouvellement acquis Greg Vaughn.
- 18 février - Le US Postal Service émet un timbre Jackie Robinson dans le cadre de son programme «Celebrate the Century». Robinson a été choisi pour représenter les années 1940 et est le deuxième joueur de baseball choisi. En mai 1998, Babe Ruth avait été choisi pour représenter les années 1920.
- 18 février - Les Yankees mettent fin aux rumeurs commerciales en acquérant Roger Clemens, lauréat du trophée Cy Young, aux Blue Jays de Toronto en échange des lanceurs David Wells et Graeme Lloyd et du joueur de champ intérieur Homer Bush .
- 21 février - Mike Lowell, recrue de troisième base des Marlins de la Floride, acquis aux Yankees de New York le 1er février, subit une intervention chirurgicale pour un cancer des testicules après la découverte d'une petite masse lors d'un examen de routine.
- 2 mars - Orlando Cepeda, Frank Selee, Smokey Joe Williams et Nestor Chylak sont élus au Temple de la renommée par le Comité des vétérans.
- 7 mars - Lors d'un accord historique, il est annoncé que les Orioles de Baltimore se rendront à Cuba pour un match d'exhibition le 28 mars contre l'équipe nationale cubaine à La Havane. L'équipe cubaine se rendra aux États-Unis pour un match retour à une date ultérieure. C'est la première fois en 40 ans que des Américains jouent un match professionnel à Cuba.
- 8 mars - Joe DiMaggio décède à l'âge de 84 ans.
- 10 mars - Le directeur des Yankees, Joe Torre, reçoit un diagnostic de cancer de la prostate. Pendant qu'il subit son traitement, l'équipe est dirigée par l'entraîneur Don Zimmer.
- 28 mars - Les Orioles font leur première visite à Cuba et battent une équipe d'amateurs cubains par un score de 3–2 en 11 manches. Le lanceur cubain José Contreras lance huit manches et réalise dix retraits sur des prises, tandis que le receveur Charles Johnson frappe un coup de circuit de deux points, et le frappeur désigné Harold Baines marque le point faisant gagner les Orioles. Les deux équipes joueront un match retour à Camden Yards à Baltimore le 3 mai.

### Avril-juin
- 4 avril - Lors du premier match de saison régulière, disputé pour la première fois hors des États-Unis et du Canada, les Rockies du Colorado s'imposent 8-2 face aux Padres de San Diego, devant une foule de 27 104 personnes à Monterrey, au Mexique. Le voltigeur Dante Bichette marque quatre coups sûrs, dont un home run, et quatre points produits pour les gagnants. Le héros local Vinny Castilla a également quatre coups sûrs pour les Rockies, tandis que le lanceur Darryl Kile remporte la victoire.
- 19 avril - Cal Ripken, Jr. des Orioles de Baltimore est placé sur la liste des blessés pour la première fois de sa carrière soit 19 ans, en raison d'une irritation dans le bas du dos. Son record de match consécutif joué s'est arrêté en septembre 1998 avec 2 632 matchs.
- 20 avril - Marge Schott propriétaire des Reds de Cincinnati, accepte de vendre ses parts majoritaires des Reds à un groupe dirigé par Carl H. Lindner, mettant fin à ses 14 ans de mandat. Le groupe paiera au total 67 millions de dollars.
- 20 avril - Ouverture du musée Nolan Ryan à Alvin au Texas.
- 23 avril - Lors de la victoire des Cardinals de Saint-Louis contre les Dodgers de Los Angeles 12 à 5, le joueur de troisième but Fernando Tatís établit un record en frappant deux Grands Chelems en une seule manche. Ses deux coups de circuit ont lieu lors de la troisième manche. Il établit également un record avec huit points produits dans la manche, tandis que le lanceur des Dodgers Chan Ho Park devient le premier lanceur du 20e siècle - et seulement le deuxième de l'histoire - à permettre deux Grand Chelem en une seule manche (Bill Phillips des Pirates de Pittsburgh l'a fait en 1890). Park est devenu le 36e joueur à concéder deux grands chelems au même joueur au cours de sa carrière.
- 23 avril - Les Brewers gagnent 9–1 contre les Pirates avec le lanceur Steve Woodard réalise un match complet. Cette victoire met fin aux 113 matchs consécutifs de Milwaukee en NL sans match complet, ce qui termine leur record.
- 3 mai - Lors d'une défaite de 12 à 11 en 10 manches contre les Oakland Athletics, la recrue des Red Sox de Boston, Creighton Gubanich, devient le quatrième joueur à frapper un grand chelem dès son premier coup sûr en ligue majeure.
- 3 mai - Les Pirates battent les Giants 9–8, bien que Jeff Kent obtienne cinq coups sûrs pour les Giants et réalise un cycle, il devient le deuxième joueur à le faire au Three Rivers Stadium ; après Joe Torre qui l'avait fait le 27 juin 1973.
- 9 mai - Les Yankees battent les Mariners 6–1. Le lanceur de relève Mike Stanton commence pour la première fois un match pour les Yankees, mettant fin à sa séquence record de 552 matches consécutifs en tant que releveur. Le précédent record de 443 était détenu par le lanceur des Giants Gary Lavelle .
- 10 mai - Les Red Sox battent les Mariners 12–4, alors que l'arrêt-court Nomar Garciaparra mène le bal avec trois coups de circuit, dont deux Grands Chelems. Garciaparra remporte 10 des points de Boston alors qu'il frappe un grand chelem dans la première manche, un coup de circuit de 2 points dans la troisième et un autre grand chelem dans la huitième. Il est le premier Bosox depuis Jim Tabor en 1939 à frapper deux grands chelems en un match, et juste le 9e de l'histoire de la ligue majeure. Robin Ventura l'avait fait pour la dernière fois en 1995.
- 17 mai - Tampa Bay bat les Rangers 13–3, alors que le joueur de première base Fred McGriff étend son record de ligue majeure en frappant un coup de circuit dans son 35e stade de la ligue: le Ballpark in Arlington.
- 19 mai - Lors d'un match record, les Reds ont battu les Rockies 24–12, avec un total de 28 coups sûrs. Les 36 points établissent le record du Coors Field. Jeffrey Hammonds réussit trois coups de circuit pour Cincinnati, et sept joueurs de des Reds réalisent chacun trois coups sûrs ou plus. Son coéquipier Sean Casey réussit deux coups de circuit de 3 points pour atteindre les six points et atteint la base dans ses sept apparitions au marbre, égalant le record du 20e siècle. Les 36 points marqués dans le rencontre sont le troisième total le plus élevé de ligue majeure depuis le début du 20e siècle, tandis que les 81 coups sûrs établissent un nouveau record de ligue majeure. Mike Cameron égale un record de la ligue majeure avec huit apparitions au marbre dans un match de neuf manches. Avec 28 coups sûrs, les Reds égalent aussi le record établi à l'origine le 13 mai 1902 et égalent le record de la Ligue nationale de sept joueurs avec 3 coups sûrs ou plus (Pirates, 12 juin 1928 et Reds, 3 août 1989). Les Rockies sont également devenus la première équipe à marquer 12 points ou plus dans un match et à perdre de 12 points ou plus dans ce même match depuis que la victoire des Giants face aux Reds, 25-13 en 1901. Larry Walker prolonge sa série de points à 20 matchs et augmente sa moyenne à 0,431.
- 20 mai - Les Mets battent les Brewers dans un programme double, remportant le premier match 11–10 et le second 10–1. Robin Ventura frappe un grand chelem à chaque rencontre, devenant le premier joueur de l'histoire à le faire dans les deux matchs d'un programme double. Ventura devient également le premier joueur à frapper deux Grands Chelems le même jour lors de deux matchs différents.
- 26 mai - Lors de la troisième manche contre les Rangers du Texas, le lanceur partant des Devil Rays de Tampa Bay, Tony Saunders se casse le bras gauche en lançant face à Rafael Palmeiro. Il se briserait plus tard ce même bras en jouant un match de réhabilitation en 2000 et se retire du baseball. C'était son dernier match en tant que joueur de ligue majeure.
- 25 juin - Saint-Louis bat l'Arizona 1-0, alors que le lanceur recrue José Jiménez lance le premier match sans point ni coup sûr de la saison. Les Cardinals marquent le seul point sur un simple en cassant leur batte en neuvième manche alors qu'il y avait déjà deux retraits. Jiménez a réalise huit retraits au bâton dans le match, tandis que le lanceur perdant Randy Johnson en a réalisé 14, dont le 2500e de sa carrière. Jiménez concède deux buts sur balles et touche un frappeur et devient la première recrue à lancer un match sans point ni coup sûr depuis Wilson Álvarez en 1991.
- 25 juin - Lors de la défaite 9–8 de Baltimore contre les Yankees, Jesse Orosco des Orioles fait sa 1 051e apparition en releveur et bat ainsi le record de la ligue majeure détenu auparavant par Kent Tekulve.
- 28 juin - Hack Wilson augmente son total de points marqués lors de la saison 1930 à 191. En effet, 69 ans après l'événement, un point produit est ajouté par le bureau du commissaire, qui donne également à Babe Ruth six buts sur balles supplémentaires, portant son total de record de carrière à 2 062. "Il ne fait aucun doute que le nombre de point produit total de Hack Wilson devrait être de 191", déclare le commissaire Bud Selig. "Je suis sensible à la signification historique qui accompagne la correction d'un record aussi prestigieux, surtout après tant d'années, mais il est important de bien faire les choses." Le point produit manquant provenait du deuxième match d'un programme double entre les Cubs de Chicago Cubs de Wilson et les Reds de Cincinnati le 28 juillet 1930, où Charlie Grimm était crédité de deux points produits dans le match et Wilson d'aucun. Le total des buts sur balles de Ruth est maintenant de 2 062. Ted Williams est deuxième avec 43 buts sur balles de moins et Rickey Henderson est troisième avec 134 buts sur balles de moins que Ruth.

### Juillet-septembre
- 5 juillet – Les Cardinals battent les Diamondbacks 1–0, alors que José Jiménez concède seulement deux coups sûr pour vaincre Randy Johnson. Jiménez avait déjà réalisé un match sans point ni coups sûr lors de son dernier match contre les Diamondbacks (le 25 juin). Johnson perd son troisième match consécutif, matchs pendant lesquels son équipe a réalisé seulement trois coups sûrs sans marquer aucun point. Il réalise 12 retraits sur des prises et égale le record de la ligue nationale détenu par Dwight Gooden de 43 retraits sur des prises en seulement trois matchs en tant que lanceur partant. Il atteint également les 200 retraits sur des prises et met fin à la série de Joe McEwing, recrue de Saint-Louis, de 25 matchs avec au moins un coup sûr, la 5e plus longue série pour une recrue.
- 6 juillet – Les White Sox viennent à bout des Royals 8–7. Le champ extérieur de Chicago Chris Singleton (en) réalise un cycle, et devient la première recrue à le faire depuis Oddibe McDowell en 1985 et le 16e depuis 1900.
- 9 juillet – L'uniforme de Lou Gehrig porté pendant son célèbre discours "l'homme le plus chanceux de la terre", discours du 4 juillet 1939, est vendu 451 541$ aux enchères. Le porte-parole de Leland, Marty Appel annonce que l'uniforme en flanelle à rayures porté par le joueur de première base du Temple de la renommée a été acheté par un homme du sud de la Floride qui ne veut pas que son nom soit rendu public. L'enchère gagnant a été faite par téléphone. La vieille, la balle du coup de circuit de Carlton Fisk permettant aux Red Sox de gagner le match 6 de la série mondiale 1975 a été vendu pour 113 273$.
- 13 juillet – L'Équipe du siècle de la Ligue majeure est annoncé avant le match des Étoiles au Fenway Park de Boston. Beaucoup de membres de cette équipe, dont Bob Gibson, Mike Schmidt, Willie Mays, Brooks Robinson, et Ted Williams, sont sur le terrain à cette occasion. Williams, qui réalise le premier lancer, a retardé le match d'environ 15 minutes alors que des joueurs des deux équipes l'entours pour un hommage spontané. La Ligue américaine bat la Ligue nationale 4–1, avec le lanceur des Red Sox Pedro Martínez. Martinez est nommé joueur par excellence du match alors qu'il élimine cinq des six batteurs qu'il a affronté donc les 4 premiers dans ses deux manches jouées.
- 15 juillet – Le baseball en extérieur fait son retour à Seattle alors que les Mariners inaugure le Safeco Field mais perdent contre les Padres de San Diego 3–2 devant 44 607 personnes[35],[36]. C'était la première fois de l'histoire de la ligue majeure qu'un stade est inauguré avec un match interligue[37].
- 18 juillet – David Cone lance le 16e match parfait de l'histoire contre les Expos de Montréal, lors d'une victoire 6–0 des Yankees de New York. C'est le troisième match parfait de l'histoire de la franchise. Don Larsen qui avait réalisé le premier de la franchise 43 ans auparavant, réalise le lancer protocolaire avant le match avec son compagnon Yogi Berra.
- 25 juillet – George Brett, Robin Yount, Nolan Ryan et Orlando Cepeda sont intronisés au Temple de la renommée de Cooperstown.
- 5 août – San Diego bat les Cardinals 10–3, malgré les deux coups de circuit de Mark McGwire, dont le 500e de sa carrière. McGwire devient le premier joueur de l'histoire à frapper ses 400e et 500e coups de circuit lors de saisons successives.
- 6 août – Tony Gwynn des Padres de San Diego frappe son 3 000e coup sûr, un simple face à Dan Smith des Expos de Montréal. Les Padres battent les Expos, 12–10.
- 7 août – Un jour seulement après Tony Gwynn, le joueur des Devil Rays Wade Boggs atteint aussi les 3 000 coups sûrs dans sa carrière (avec un coup de circuit) lors de la défaite de Tampa Bay 15–10 à Cleveland.
- 9 août – Un total de cinq grands chelems sont frappés ce jour, c'est la première fois que cela arrive en 129 ans de ligue majeure. Ils ont été frappés par Fernando Tatís (Saint-Louis contre Philadelphie), José Vidro (Montréal contre San Diego), Mike Lowell (Floride contre San Francisco), Bernie Williams (Yankees contre Oakland) et Jay Buhner (Seattle contre les White Sox).
- 17 août –Saint-Louis envoie José Jiménez en AAA à Memphis moins de deux moins après son match sans point ni coup sûr contre l'Arizna. Il rejoint Bobo Holloman dans les seuls lanceurs à être allés en ligues mineurs la même année qu'un match sans point ni coup sûr.
- 30 août – Les Mets gagnent contre les Astros 17–1, avec Edgardo Alfonzo avec 6 coups sûrs en 6 présence au marbre, le record du club, avec un double, trois coups de circuit, cinq points produits et six points marqués. Les six points marqués égalent le record de la ligue majeure moderne. Alfonzo est seulement le 5e joueur à faire trois coups de circuit en faisant 6 coups sûrs en 6 présence au marbre.
- 30 août – L'ancien joueur Billy Bean annonce publiquement son homosexualité. C'est le premier joueur vivant à reconnaître publiquement qu'il est gay.
- 4 septembre – Lors d'une victoire écrasant 22–3 contre les Phillies de Philadelphie, les Reds de Cincinnati égalent le record de la ligue nationale en frappant neuf coups de circuit en un match : deux par Eddie Taubensee, et un par Aaron Boone, Dmitri Young, Jeffrey Hammonds, Greg Vaughn, Pokey Reese, Brian Johnson et Mark Lewis.
- 7 septembre – Deux lanceurs d'origine canadienne s'oppose pour la première fois depuis 25 ans en tant que lanceur partant. Le lanceur des Marlins Ryan Dempster, originaire de Colombie-Britannique, face à Éric Gagné des Dodgers de Los Angeles, originaire du Québec. Les deux sont membres de l'équipe nationale de baseball du Canada. La bataille est un match nul sans qu'aucune lanceur n'obtienne la victoire, mais les Marlins gagnent 2–1.
- 9 septembre – Lors d'un match entre les Expos et les Padres, les arbitres ont failli laisser 4 retraits dans la 7e manche. Reggie Sanders des Expos subit le troisième retrait, mais les arbitres, les fans et les Padres laissent Phil Nevin des Expos monter sur le marbre le lanceur Ted Lilly atteint 2–1 dans le compte avant que quelqu'un prévienne l'arbitre de marbre Jerry Layne de l'erreur. (les Padres gagnent 10–3)
- 10 septembre – Lors de la victoire des Red Sox contre les Yankees 3–1, Pedro Martínez lance un match avec un seul coup sûr pour sa 21e victoire de l'année. Martinez élimine 17 batteurs, le record du nombre de Yankees retirés en un seul match. Le coup de circuit de Chili Davis en deuxième manche est le seul coup sûr des Yankees. Chuck Knoblauch, atteint par un lancer en début de match, est le seul Yankees qui atteint un base, il est éliminé en essayant de voler une base.
- 11 septembre – Lors de la victoire des Twins contre les Angels 7–0, le lanceur gauché Eric Milton réalise le troisième match sans point ni coup sûr de la saison.
- 14 septembre – Kansas City perd un programme double contre les Angels, 8–6 dans le premier match puis 6–5 dans le second. Lors du deuxième match, le champ extérieur de Kansas City Mark Quinn réalise un remarquable début en ligue majeure. Après s'être fait sortir lors de son premier passage au marbre, Quinn réalise un double lors de son deuxième passage puis deux coups de circuit dans ses deux derniers passages au marbre. Il devient le troisième joueur de l'histoire à réaliser deux coups de circuit dès son premier match en ligue majeure. Bob Nieman (1951) et Bert Campaneris (1964) sont les deux seuls autres joueurs à avoir réalisé cette action.
- 18 septembre – Les Brewers battent les Cubs, 7–4 et Sammy Sosa réalise son 60e coups de circuit de l'année. Il devient le premier joueur de ligue majeure à atteindre deux fois les 60 coups de circuits.
- 21 septembre – Lors de la victoire des Red Sox contre les Blue Jays, 3–0, Pedro Martínez élimine 12. Il rejoint Randy Johnson en tant que seuls lanceurs à avoir réalisé 300 retraits sur des prises dans les deux ligues, et dépasse le record du club détenu par Roger Clemens avec 291 retraits.
- 26 septembre – Les Cardinals perdent face aux Reds 7–5, malgré le 60e coup de circuit de Mark McGwire de cette saison. McGwire rejoint Sammy Sosa comme seuls joueurs de l'histoire à avoir atteint les 60 coups de circuit en une saison deux fois. Il termine la saison avec 147 points produits pour 145 coups sûrs, c'est le seul joueur de ligue majeure (avec plus de 100 coups sûr) à avoir plus de points produits que de coups sûr. Jay Buhner, en 1995, en été le plus proche avec 121 points produits et 123 coups sûrs.
- 27 septembre – Les Tigers battent les Royals 8–2 dans le dernier match joué au Tiger Stadium.
- 30 septembre – Les Dodgers de Los Angeles battent les Giants de San Francisco 9–4 dans le dernier match joué au Candlestick Park.

### Octobre-décembre
- 2 octobre - Lors de la victoire 3–2 des Yankees face à Tampa Bay, Bernie Williams obtient son 100e but sur balles de la saison. Il est le premier joueur depuis John Olerud (1993) à atteindre 200 coups sûrs, 100 points, 100 points produits et 100 buts sur balles en une saison. Il termine à 202, 116, 115 et 100.
- 3 octobre - Les Cardinals battent les Cubs, 9-5 et Mark McGwire et Sammy Sosa réalise un coup de circuit lors de leur dernier match de la saison. McGwire le réalise face à Steve Trachsel en première manche et termine avec 65 coups de circuit, Sosa suit avec 63, grâce à son coups de circuit dans la troisième. Le coup de circuit de McGwire le fait passer devant Ted Williams et Willie McCovey pour atteindre la 10e de plus grand nombre de coups de circuit de tous les temps.
- 9 octobre - Les Astros de Houston jouent leur dernier match à l'historique Astrodome de Houston alors qu'ils se préparent à emménager pour la saison 2000 à l'Enron Field, situé au centre-ville de Houston.
- 23 octobre - Les Yankees de New York battent les Braves d'Atlanta, 4–1, et remportent leur 25e Série mondiale. Roger Clemens obtient la victoire en ne concédant que 4 coups sûrs avant de quitter le match en 8e manche. Mariano Rivera obtient le sauvetage, son deuxième de la série. Jim Leyritz frappe un coup de circuit d'un point lors de la 8e manche pour assure la victoire à New York. Rivera remporte le prix du joueur par excellence de la série.
- 1er novembre - Les Cubs embauchent l'entraîneur des Braves d'Atlanta, Don Baylor en tant que nouveau manager.
- 1er novembre - Les Indians embauchent l'entraîneur Charlie Manuel en tant que nouveau manager.
- 17 novembre - Les Angels embauchent Mike Scioscia en tant que nouveau manager.
- 5 décembre - La Ligue majeure de baseball et ESPN acceptent d'arrêter les poursuites judiciaires en signant un nouvel accord sur 6 ans de 800 millions de dollars. Les poursuites venaient de la décision d'ESPN de donner la priorité aux matchs de la NFL par rapport aux matchs de baseball de fin de saison, le dimanche soir sur sa chaîne principale.

## Décès

### Janvier-avril
- 31 janvier - Norm Zauchin, 69 ans, joueur de première base des Red Sox et des Senators qui avait réalisé 93 points produits en tant que recrue en 1955.
- 12 février - Jimmy Dudley, 89 ans, commentateur pour les Indians de 1948 à 1967.
- 21 février - Vinegar Bend Mizell, 68 ans, lanceur ayant participé deux fois au match des Étoiles, qui a remporté 90 matchs pour les Cardinals et les Pirates ; plus tard membre du Congrès américain.
- 8 mars - Joe DiMaggio, 84 ans, joueur du champ centre membre du Temple de la renommée, membres des Yankees de New York avec une moyenne à la batte de .325, trois fois joueurs par excellence (1939, 1941, 1947) et détient le record de 56 matchs consécutifs avec au moins un coup sûr en 1941; 13 participations au match des Étoiles, neuf titre de champion de la Série mondiale, a eu sept ans avec 30 coups de circuit et neuf avec 100 points produits, a mené la ligue américaine en moyenne à la batte, en moyenne de puissance, aux coups de circuit et aux points produits deux fois chacun, aux points et triples une fois chacun ; 361 coups de circuit soit la 5e place au moment de sa retraite, 0,579 en moyenne de puissance soit la 6e place.
- 8 mars - William Wrigley III, 66 ans, propriétaire des Cubs de 1977 à 1981 qui vend l'équipe à la Tribune Company, mettant fin à 60 ans d'exploitation familiale.
- 24 mars - Birdie Tebbetts, 86 ans, participant au match des étoiles, receveur pour les Tigers et les Red Sox, reconnu pour son franc-parler ; a dirigé trois équipes et a été manager de l'année avec les Reds de 1956 ; recruteur depuis 28 ans.
- 25 mars - Cal Ripken, Sr., 63 ans, entraîneur et manager de longue date chez les Orioles, et père de l'arrêt-court et joueur de troisième but Cal, Jr.
- 4 avril - Early Wynn, 79 ans, lanceur des Senators, des Indians, des White Sox, membre du Temple de la renommée, il a remporté 300 matchs, meilleure score de la ligue américaine de sa génération ; trophée Cy Young en 1959 et comptait cinq séries de 20 victoires; mène la ligue américaine en nombre de  manches trois fois, en retraits au bâton deux fois et en moyenne de points mérités une fois.
- 26 avril - Faye Throneberry, 67 ans, voltigeur des Red Sox et des Sénators qui a terminé 5e de la ligue américaine en nombre de vols en tant que recrue.

### Mai-août
- 3 mai - Joe Adcock, 71 ans, participant au match des Étoiles, joueur de premier base, principalement pour les Braves de Milwaukee, a frappé deux fois 35 coups de circuit ; a eu quatre coups de circuit et un double dans un match de 1954, et a mis fin à au match sans point de Harvey Haddix en 1954 avec un coup de circuit en 13e manche
- 6 juin - Eddie Stanky, 82 ans, participant au match des Étoiles, joueur de deuxième pour cinq équipes de ligue nationale, il mène la ligue en nombre de buts sur balle trois fois et en nombre de coups sûrs une fois ; il a managé les Cardinals et les White Sox.
- 26 juin - Tim Layana, 35 ans, ancien lanceur des Reds de Cincinnati et des Giants de San Francisco et membre de l'équipe des Red, championne de la Série mondiale 1990.
- 8 août - Harry Walker, 80 ans, «Harry the Hat», participant au match des Étoiles, joueur du champ centre pour les Cardinals et les Phillies, remporte le titre de champion frappeur de 1947 ; manager depuis 20 ans, principalement dans les ligues mineures, également entraîneur et recruteur.
- 14 août - Pee Wee Reese, 81 ans, arrêt-court membre du Temple de la renommée, frappeur et capitaine des Dodgers, il a mené la ligue nationale en nombre de points, de buts sur balles et de vol une fois chacun et en nombre de retraits quatre fois ; a pris sa retraite avec un record de double jeu en carri-re (1 246) et le cinquième plus grand nombre de matchs en arrêt-court (2 014) malgré trois années manquées durant la Seconde Guerre mondiale; frappa trois fois au moins .300 en Série mondiale.
- 28 août - Dave Pope, 78 ans, voltigeur dans les Negro League, plus tard avec les Indians et les Orioles.

### Septembre-décembre
- 9 septembre - Jim "Catfish" Hunter, 53 ans, lanceur, membre du Temple de la renommée, a réalisé cinq saisons avec 20 victoires pour les Athletics et les Yankees, a remporté le trophée Cy Young en 1974 ; parmi les premiers joueurs sans conteat, il avait remporté plus de 200 victoires à l'âge de 30 ans ; a lancé un match parfait en 1968, obtient une moyenne de points mérités de 2,19 en trois Séries mondiales avec Oakland.
- 20 octobre - Calvin Griffith, 87 ans, propriétaire de la franchise Twins de 1955 à 1984 qui a déménagé l'équipe de Washington en 1961.
- 19 octobre - Ray Katt, 72 ans, receveur des Giants et des Cardinals, plus tard entraîneur à l'université luthérienne du Texas pendant 22 ans.
- 20 octobre - Earl Turner, 76 ans, receveur des Pirates de Pittsburgh entre 1948 et 1950.
- 30 octobre - Max Patkin, 79 ans, "Clown Prince of Baseball" qui a diverti les fans pendant plus de 50 ans.
- 9 décembre - Whitey Kurowski, 81 ans, cinq fois joueur de troisième but au match des Étoiles, a joué pour les Cardinals de 1941 à 1949.